# Provinz Omasuyos
Omasuyos ist eine von zwanzig Provinzen im zentralen westlichen Teil des Departamento La Paz im südamerikanischen Anden-Staat Bolivien.

## Lage
Die Provinz liegt auf dem bolivianischen Altiplano und grenzt im Norden an die Provinz Muñecas, im Nordwesten an die Provinz Eliodoro Camacho, im Westen und Süden an den Titicacasee und die Provinz Manco Kapac, im Südosten an die Provinz Los Andes, und im Nordosten an die Provinz Larecaja.
Die Provinz erstreckt sich zwischen etwa 15° 47' und 16° 12' südlicher Breite und 68° 27' und 69° 00' westlicher Länge, ihre Ausdehnung von Westen nach Osten beträgt 45 Kilometer, von Norden nach Süden 40 Kilometer.

## Bevölkerung
Die Bevölkerungszahl der Provinz Omasuyos hat in den vergangenen drei Jahrzehnten um knapp ein Drittel zugenommen:
| Jahr | Einwohner | Quelle       |
| ---- | --------- | ------------ |
| 1992 | 73 703    | Volkszählung |
| 2001 | 85 702    | Volkszählung |
| 2012 | 84 484    | Volkszählung |
| 2024 | 94 158    | Volkszählung |

41,3 Prozent der Bevölkerung sind jünger als 15 Jahre. (1992)
Der Alphabetisierungsgrad in der Provinz beträgt 68,5 Prozent. (1992)
62,8 Prozent der Bevölkerung sprechen Spanisch, 0,6 Prozent sprechen Quechua, und 96,3 Prozent Aymara. (1992)
63,1 Prozent der Bevölkerung haben keinen Zugang zu Elektrizität, 84,4 Prozent leben ohne sanitäre Einrichtung (1992).
82,3 Prozent der Einwohner sind katholisch, 12,6 Prozent sind evangelisch (1992).

## Gliederung
Die Provinz Omasuyos untergliederte sich bei der Volkszählung 2024 in die folgenden sechs Verwaltungsbezirke (bolivianisch Municipios):
- 02-0201 Municipio Achacachi – 47.064 Einwohner
- 02-0202 Municipio Ancoraimes – 16.900 Einwohner
- 02-0203 Municipio Chua Cocani (seit 2010 selbstständiges Municipio) – 7.183 Einwohner
- 02-0204 Municipio Huarina (seit 2005 selbstständiges Municipio) – 8.657 Einwohner
- 02-0205 Municipio Santiago de Huata (seit 2009 selbstständiges Municipio) – 9.258 Einwohner
- 02-0206 Municipio Huatajata (seit 2010 selbstständiges Municipio) – 5.096 Einwohner

## Ortschaften in der Provinz Omasuyos
- Municipio Achacachi
  - Achacachi 8857 Einw. – Chijipina Grande 1104 Einw. – Challuyo 891 Einw. – Avichaca 860 Einw. – Murumamani 846 Einw. – Japuraya Alta 763 Einw. – Chijipina Chico 755 Einw. – Cachi Lipe 735 Einw. – Warisata 732 Einw. – Tahari 712 Einw. – Carmen Lipe 620 Einw. – Chahuira Pampa 601 Einw. – Walata Grande 533 Einw. – Cocotoní 478 Einw. – Jankho Amaya 473 Einw. – Casamaya 439 Einw. – Cocani Ajllata 388 Einw. – Villa Franz Tamayo 309 Einw. – Willkahuaya 188 Einw. – Ajllata Grande 175 Einw. – Chiarhuyo 168 Einw. – Corpaputo Centro 162 Einw.

- Municipio Ancoraimes
  - Ancoraimes 592 Einw. – Sotalaya Centro 384 Einw. – Corpa Grande 343 Einw. – Inca Caturapi 337 Einw. – Chiñaja 193 Einw. – Chojñapata 178 Einw. – Chejepampa Centro 162 Einw. – Maca Maca 159 Einw. – Cajiata Centro 77 Einw.

- Municipio Chua Cocani
  - Chua Cocani 907 Einw. – Soncachi Grande 325 Einw. – Chua Visalaya 159 Einw.

- Municipio Huarina
  - Huarina 1554 Einw. – Coromata Alta 462 Einw. – Cota Cota Baja 435 Einw. – Cota Cota Alta 415 Einw. – Mocomoco 270 Einw. – Copancara 183 Einw. – Santiago de Huata 177 Einw.

- Municipio Santiago de Huata
  - Tajocachi 599 Einw. – Pucuro Grande 466 Einw. – Santiago de Huata 457 Einw.

- Municipio Huatajata
  - Soncachi Chico 602 Einw. – Tajara Grande 468 Einw. – Chilaya 461 Einw. – Sanca Jahuira 411 Einw. – Huatajata 293 Einw.